# Diocesi di Kerry
La diocesi di Kerry (in latino Dioecesis Kerriensis)  è una sede della Chiesa cattolica in Irlanda suffraganea dell'arcidiocesi di Cashel e Emly. Nel 2023 contava 146.280 battezzati su 156.458 abitanti. È retta dal vescovo Raymond Browne.

## Territorio
La diocesi è collocata nella parte sud-occidentale dell'Irlanda e comprende la contea di Kerry, eccetto Kilmurrily, e parte della contea di Cork.
Sede vescovile è la città di Killarney, dove si trova la cattedrale di Santa Maria.
Il territorio si estende su 5.300 km² ed è suddiviso in 53 parrocchie.

## Storia
Il concorso di missionari, vescovi, monaci ed eremiti contribuì all'evangelizzazione della regione del Kerry. La tradizione attribuisce la sua evangelizzazione ad un'epoca precedente l'arrivo di san Patrizio sull'isola, frutto dell'opera di due missionari, san Ciarán di Saighir, eremita, e sant'Abbain, a cui le leggende agiografiche attribuiscono la fondazione della chiesa di Aghadoe.
A partire dal VI secolo sono noti i primi vescovi missionari che percorsero il Kerry annunciando il vangelo. Tra questi si ricorda in particolare: sant'Erc che pose il centro della sua azione a Ardfert; Lugdach, che fondò una chiesa a Rattoo, presso Listowel; Tairbhin, che eresse una chiesa presso Lixnaw; e ancora Mael Chethair, ricordato nei martirologi irlandesi il 14 maggio, e morto nel 636; e san Finan Cam, che secondo una tradizione leggendaria sarebbe il fondatore del monastero di Aghadoe.
Anche nel Kerry si sviluppò l'organizzazione tipica della Chiesa in Irlanda, basata non sulle diocesi, come avveniva sul continente, ma sui centri monastici, di cui il principale fu quello di Ardfert, legato alla memoria, oltre che di sant'Erc, anche di san Brandano; monasteri minori si trovavano a Kiltallag e a Inis Faithlinn. Accanto ai monasteri, nel Kerry si svilupparono anche diversi eremitaggi.
Diversamente da altre diocesi irlandesi, nel Kerry sono pochissimi i vescovi, o abati-vescovi noti. Si ricordano in particolare Dermod MacCael Brennan, morto nel 1075, noto con il solo titolo di "successore di san Brandano" (con sede probabilmente a Ardfert), e Magrath O'Ronan, morto nel 1099, noto come vescovo di Ardfert. Questi titoli mostrano la preminenza di questa località sulle altre sedi monastiche del territorio.
Il sinodo di Rathbreasail del 1111, che riorganizzò le strutture ecclesiastiche irlandesi sul modello delle diocesi esistenti nel continente, eresse una diocesi per il territorio di Kerry con sede a Raith Maighe Deiscirt, cioè a Rathass vicino a Tralee, rendendola suffraganea dell'arcidiocesi di Cashel. Questa decisione fu modificata durante il sinodo di Kells del 1152, che spostò la sede dei vescovi ad Ardfert. A questo sinodo prese parte anche il vescovo Mael Brennan O'Ronan, designato ufficialmente come vescovo di Kerry. Tuttavia, con i vescovi successivi si impose il titolo di "diocesi di Ardfert", benché quello di Kerry è occasionalmente presente nei documenti medievali, assieme al titolo di "diocesi del sud-ovest di Munster". Poco dopo il 1188 la diocesi incorporò una parte della soppressa diocesi di Inniscathy.
Con l'arrivo degli anglo-normanni sul finire del XII secolo fu istituito un capitolo dei canonici della cattedrale, documentato per la prima volta nel 1197. La cattedrale fu ricostruita nel 1250 e all'antica liturgia celtica si sostituì il rito di Sarum. È inoltre documentata la divisione della diocesi in due arcidiaconati, con sede a Ardfert e a Aghadoe; nel 1306 furono eretti 6 decanati rurali e all'inizio del XIV secolo sono documentate 90 parrocchie.
In seguito alla Riforma protestante, la diocesi visse un lungo periodo di persecuzione dei cattolici, che coincise anche con periodi di sedi vacante nel XVI e XVII secolo. Il vescovo Rickard O'Connell, l'unico vescovo nominato nel XVII secolo, pose per primo la sede vescovile a Killarney, avviò un programma di riforme, tra cui il divieto dei preti sposati o concubini, riorganizzò le parrocchie su una base più stabile e duratura, e negli anni 1640 istituì un seminario a Tralee. Tre docenti del seminario, Tadhg Moriarty, Conor McCarthy e Francis O'Sullivan, furono martirizzati ed è in corso la loro causa di canonizzazione.
A partire dal XVII secolo si impose un nuovo titolo per la diocesi, quello di "diocesi di Ardfert e Aghadoe", accanto a quello di "diocesi di Kerry e Aghadoe", che divenne comune nel corso dell'Ottocento.
Nel XVIII secolo le Penal Laws, decretate a più riprese tra il 1697 e il 1760, stabilivano regole ferree e pene severe contro il clero cattolico: le poche chiese della diocesi, molte delle quali non erano altro che capanne con muri di fango, potevano essere curate da un solo sacerdote; monaci e religiose furono espulsi; i preti costretti ad un giuramento di fedeltà alla Corona inglese.
Il 18 maggio 1858 fu ripristinato il capitolo della cattedrale, stabilita nella chiesa parrocchiale di Aghadoe. La cattedrale rimarrà tuttavia incompiuta per circa cinquant'anni. Furono questi gli anni dell'episcopato di David Moriarty, che intraprese un vasto di programma per la costruzione di nuove chiese e istituì il seminario di San Brendano, per la formazione di sacerdoti destinati sia alla diocesi sia alle missioni all'estero.
Il 20 dicembre 1952 la diocesi ha assunto il nome attuale in forza del decreto Cum nuper della Sacra Congregazione Concistoriale.

## Cronotassi dei vescovi
Si omettono i periodi di sede vacante non superiori ai 2 anni o non storicamente accertati.
- Sant'Erc ? † (? - 512 deceduto)
- Dermod MacCael Brennan † (? - 1075 deceduto)
- Magrath O'Ronan † (? - 1099 deceduto)
- Anmchad O h-Anmchada † (? - 1117)
- Mael Brennan O'Ronan † (prima del 1152 - 21 settembre 1161 deceduto)
- Gilla MacAiblan O'Hanmada † (? - 1166 deceduto)
- Donald O'Conarchy † (? - 1193 deceduto)
- David O'Duibditrib † (1197 - 1207 deceduto)
- John, O.S.B. † (circa 1215 - 1221 deposto)
- Gilbert † (7 maggio 1225 - 1237 dimesso)
- Brendan † (17 novembre 1236 - circa 1252 dimesso)
- Christian, O.P. † (17 agosto 1253 - prima del 20 agosto 1256 deceduto)
- Philip † (dopo il 20 agosto 1256 - 1263 deceduto)
- John † (27 febbraio 1264 - maggio 1285 deceduto)
- Nicholas † (1285 - marzo 1287 deceduto)
- Nicholas O'Samradáin, O.Cist. † (1288 - 1336 deceduto)
- Alan O'Hathern † (18 novembre 1336 - 2 dicembre 1347 deceduto)
  - Edmund de Caermarthen, O.P. † (1341 - ?)[3]
- John de Valle † (22 ottobre 1348 - 1372 deceduto)
- Cornelius O'Tigernach, O.F.M. † (22 ottobre 1372 - 1379 deceduto)
- William Bull † (14 febbraio 1379 - 1404)
- Thomas O'Kelley, O.P. † (? - 11 marzo 1405 nominato vescovo di Clonfert)
- John Attilburgh † (11 marzo 1405 - ?)
- Nicholas FitzMaurice † (prima del 1408 - 1450 deceduto)
- Maurice Stack † (30 gennaio 1450 - 1451 deceduto)
- Maurice MacConcubaiar † (26 gennaio 1452 - 1458)
- John Stack † (6 ottobre 1458 - ?)
- John Pick † (27 marzo 1461 - ?)
- Philip † (22 giugno 1473 - 1495 deceduto)
- John FitzGerald † (20 novembre 1495 - 1536)
- James FitzMaurice, O.Cist. † (15 maggio 1536 - 1583 deceduto)
  - Sede vacante (1583-1591)
- Micheal FitzWalter † (9 agosto 1591 - circa 1610 deceduto)
  - Sede vacante (circa 1610-1641)
- Rickard O'Connell † (16 settembre 1641 - 1653 deceduto)
  - Sede vacante (1653-1720)
- Denis Moriarty † (7 marzo 1720 - 1737 deceduto)
- Eugene O'Sullivan † (24 aprile 1739 - prima del 19 settembre 1743 deceduto)
- William O'Meara † (2 ottobre 1743 - 23 febbraio 1753 nominato vescovo di Killaloe)
- Nicholas Madgett † (23 febbraio 1753 - 1774 deceduto)
- Francis Moylan † (8 maggio 1775 - 19 giugno 1787 nominato vescovo di Cork)
- Gerard Teaghan † (19 giugno 1787 - 13 gennaio 1792 nominato arcivescovo di Cashel)
- Gerard Teaghan † (1792 - 4 luglio 1797 deceduto) (per la seconda volta)
- Charles Sughrue † (9 febbraio 1798 - 29 settembre 1824 deceduto)
- Cornelius Egan † (29 settembre 1824 succeduto - 22 luglio 1856 deceduto)
- David Moriarty † (22 luglio 1856 succeduto - 1º ottobre 1877 deceduto)
- Daniel McCarthy † (21 giugno 1878 - 23 luglio 1881 deceduto)
- Andrew Higgins † (23 dicembre 1881 - 1º maggio 1889 deceduto)
- John Coffey † (27 agosto 1889 - 14 aprile 1904 deceduto)
- John Mangan † (8 luglio 1904 - 1º luglio 1917 deceduto)
- Charles O'Sullivan † (10 novembre 1917 - 29 gennaio 1927 deceduto)
- Michael O'Brien † (20 giugno 1927 - 4 ottobre 1952 deceduto)
- Denis J. Moynihan † (10 febbraio 1952 - 17 luglio 1969 ritirato[4])
- Eamon Casey † (17 luglio 1969 - 21 luglio 1976 nominato vescovo di Galway e Kilmacduagh)
- Kevin McNamara † (22 agosto 1976 - 15 novembre 1984 nominato arcivescovo di Dublino)
- Diarmaid (Dermot) O'Súilleabháin (O'Sullivan) † (29 marzo 1985 - 27 agosto 1994 deceduto)
- William Murphy (17 giugno 1995 - 2 maggio 2013 ritirato)
- Raymond Browne, dal 2 maggio 2013

## Statistiche
La diocesi nel 2023 su una popolazione di 156.458 persone contava 146.280 battezzati, corrispondenti al 93,5% del totale.
| anno | popolazione | popolazione | popolazione | presbiteri | presbiteri | presbiteri | presbiteri                | diaconi | religiosi | religiosi | parrocchie |
| anno | battezzati  | totale      | %           | numero     | secolari   | regolari   | battezzati per presbitero | diaconi | uomini    | donne     | parrocchie |
| ---- | ----------- | ----------- | ----------- | ---------- | ---------- | ---------- | ------------------------- | ------- | --------- | --------- | ---------- |
| 1950 | 158.586     | 160.891     | 98,6        | 162        | 150        | 12         | 978                       |         | 40        | 672       | 52         |
| 1970 | 125.500     | 127.000     | 98,8        | 153        | 141        | 12         | 820                       |         | 74        | 610       | 51         |
| 1980 | 126.500     | 129.000     | 98,1        | 148        | 137        | 11         | 854                       |         | 51        | 630       | 53         |
| 1990 | 129.000     | 130.000     | 99,2        | 153        | 141        | 12         | 843                       |         | 45        | 479       | 54         |
| 1999 | 124.350     | 127.950     | 97,2        | 140        | 124        | 16         | 888                       |         | 36        | 350       | 54         |
| 2000 | 127.850     | 130.000     | 98,3        | 143        | 129        | 14         | 894                       |         | 32        | 306       | 54         |
| 2001 | 128.850     | 131.000     | 98,4        | 143        | 131        | 12         | 901                       |         | 26        | 328       | 54         |
| 2002 | 128.850     | 131.000     | 98,4        | 137        | 125        | 12         | 940                       |         | 29        | 312       | 54         |
| 2003 | 128.850     | 131.000     | 98,4        | 132        | 120        | 12         | 976                       |         | 29        | 305       | 54         |
| 2004 | 128.850     | 131.000     | 98,4        | 132        | 121        | 11         | 976                       |         | 27        | 299       | 54         |
| 2006 | 130.000     | 136.000     | 95,6        | 127        | 116        | 11         | 1.023                     |         | 24        | 270       | 54         |
| 2013 | 146.000     | 152.300     | 95,9        | 95         | 90         | 5          | 1.536                     |         | 7         | 194       | 53         |
| 2016 | 146.790     | 153.100     | 95,9        | 142        | 125        | 17         | 1.033                     |         | 27        | 126       | 53         |
| 2019 | 140.779     | 143.000     | 98,4        | 81         | 78         | 3          | 1.738                     | 6       | 17        | 96        | 53         |
| 2021 | 136.541     | 146.500     | 93,2        | 81         | 77         | 4          | 1.685                     | 6       | 16        | 112       | 53         |
| 2023 | 146.280     | 156.458     | 93,5        | 79         | 75         | 4          | 1.851                     | 6       | 23        | 77        | 53         |